# Kandelmarsch
«Марш водосточного желоба» (нем. Kandelmarsch) имеет более чем 80-летнюю традицию в городе Эсслинген-на-Неккаре и организуется ежегодно студенческими организациями. 
По окончании летнего семестра все выпускники текущего и предыдущего семестров проходят маршем через центральные улицы города. По традиции участники марша одеты во фрак и на голове у них цилиндр.  Также отдельные группы несут деревянную лестницу.
Профессора занимают места на повозках, запряжённых лошадьми, и возглавляют движение. Студенты следуют небольшими группами, при этом шествуя одной нагой по тротуару, а другой — по проезжей части. В руках у них пивная кружка с годом их выпуска. В этот день можно бесплатно получить большое количество пива во многих пивных ресторанчиках города.

## Из истории
По свидетельствам от 1922 года, данная традиция берёт своё начало от группы студентов, которые после празднования схватили просто так лестницу в одной из пивных города и понесли её. При этом им было указано одним блюстителем порядка идти по тротуару. Чуть позже другой полицейский приказал им идти по проезжей части, так как они сильно шумели. О возражениях со стороны студентов не могло быть и речи, так как это расценивалось как нарушение правопорядка в ночное время. Поэтому они продолжили движение одной ногой по дороге, а другой по бордюру. Тем самым, полицейские ничего не смогли им сделать.